# Elektroakusztikus gitár
Az elektromos-akusztikus gitár, vagy röviden elektroakusztikus gitár egy a gitárok csoportjába tartozó húros, pengetős hangszer. Gyakran hívják még félakusztikus, illetve féltömör testű gitárnak is, ezt a megnevezést azonban helytelen általános értelemben használni, mivel az csak a gitárok egy bizonyos szűkebb csoportjára, a leginkább jazzgitárként emlegetett típusokra korlátozódik. Az ilyen gitárok vékony testűek és a test közepén egy fahasáb húzódik végig a nyak rögzítésétől egészen a lábig. A tágabb értelemben vett elektroakusztikus gitárok ezzel szemben leginkább egy folkgitárra emlékeztetnek, azzal a különbséggel, hogy a hang valamilyen módon alávethető elektromos erősítésnek is.

## Története
Az elektroakusztikus gitárok megjelenése is összeköthető azzal a forradalommal, amely az elektromos gitárok megjelenéséhez is vezetett: Az 1960-as években az akusztikus, folk gitárok népszerű hangszernek számítottak a korabeli zenekarokban, de volt egy komoly hiányosságuk, nevezetesen a nem elégséges hangerő. A problémát megpróbálták mikrofonozással megoldani, de ez kényelmetlennek számított, mivel helyhez kötötte a gitárost, akinek ráadásul arra is figyelnie kellett, hogy az előre beállított mikrofon sose kerüljön túl távol a hangszer testétől, de ugyanilyen fontos volt, hogy közel se legyen, hiszen azzal akadályozta volna a pengetetést, vagy rosszabb esetben beleért volna a húrokba. Az elektromos, és jazzgitárokon alkalmazott újítás, az elektromos hangszedő pedig teljesen megváltoztatta volna az akusztikus gitárra jellemző lágy, csilingelő hangszínt.
A megoldással az amerikai Ovation cég állt elő: olyan hangszedőt fejlesztettek, mely a húrlábba építve felveszi mind a húrok, mind pedig a fedlap rezgését, és az így kapott hang eléggé hasonlított az eredeti akusztikus gitár hangjára. Az Oviation 1970-ben kezdte gyártani az ezzel a megoldással szerelt Balladeer modelleket. Összesen 100 példány készült a szériából, melyet azonban újabb fejlesztések követtek.

## Felépítése
Az elektroakusztikus gitárok felépítése gyakorlatilag megegyezik egy hagyományos folk gitáréval, azzal a különbséggel, hogy a lábba hangszedőt integráltak, illetve a hangszer oldalán szabályzógombokat, illetve kapcsolókat helyeztek el.
Az elektroakusztikus hangszedők úgynevezett piezoelektronikus elven működnek, melynek lényege, hogy a mechanikai rezgést egy kristály alakítja elektromos jelekké. Ezeket a piezoelemeket a húrlábon rögzítve, felfogják a húrok és a rezgőtest rezonanciáját is, majd ezeket a jeleket felerősítve a kimeneti csatlakozóra továbbítja, amit aztán közvetlenül rá lehet kapcsolni egy elektroakusztikus gitárerősítőre, vagy akár valamilyen felvevőgépre is.